# Fledermaus 1955
Fledermaus 1955 (im Original: Oh, Rosalinda!) ist eine britisch-deutsche Operettenverfilmung im modernen Gewand von Michael Powell und Emeric Pressburger aus dem Jahre 1955. Die Hauptrollen spielen Adolf Wohlbrück, Ludmilla Tchérina, Mel Ferrer und Michael Redgrave. Die Geschichte basiert auf der Operette Die Fledermaus von Johann Strauss (Sohn).

## Handlung
Die Handlung der Strauss Sohn-Operette ist in das frühe Nachkriegs-Wien des Jahres 1955 verlegt worden, unmittelbar vor dem im selben Jahr abgeschlossenen Staatsvertrag, der Österreich seine Unabhängigkeit zurückgab.
Der elegante Schwarzmarkthändler Dr. Falke bewegt sich innerhalb der Besatzungszonen der Amerikaner, Sowjets, Briten und Franzosen frei hin und her. Bei seinen begehrten Schieber-Produkten handelt es sich um feinsten Kaviar und edlen Champagner, um die sich die „hohen Tiere“ unter den Besatzungsoffizieren reißen. Nach einem Kostümball erlaubt sich der französische Oberst Gabriel Eisenstein einen kleinen Jux, mit dem angetrunkenen Falke als Leidtragenden. Er lässt den seiner fünf Sinne nicht mehr mächtigen und nahezu schlafenden Schwarzhändler kurzerhand auf dem Schoß einer sowjetischen Siegesstatue ablegen, gekleidet in einem Fledermaus-Kostüm. Prompt entdecken ihn dort am darauf folgenden Morgen einige Sowjetsoldaten, die angesichts dieser „Provokation“ außer sich vor Zorn sind. Dr. Falke wird erst einmal festgenommen, jedoch interveniert zu seinen Gunsten Sowjet-General Orlowsky, der ebenfalls auf der Lieferliste des noblen Akademikers steht.
Dr. Falke findet heraus, dass Oberst Eisenstein hinter diesem Scherz stand und tüftelt daraufhin ebenfalls einen Plan aus, mit dem er es dem Franzosen heimzahlen will. Teil des Plans sind der britische Major Frank, Eisensteins Gattin Rosalinde und ihre Hausangestellte Adele. Auf einem vom General Orlowsky gegebenen Maskenball soll die Charade stattfinden. Der US-amerikanische Hauptmann Alfred Westerman erscheint in der Handlung, er war einst ein Verehrer Rosalindes. Und der will nun unbedingt die Gunst der Stunde nutzen, um erneut bei der schönen jungen Frau zu landen, solange ihr Gatte nicht anwesend ist. Da die Besatzer über Oberst Eisensteins aus einer Sektlaune heraus entstandenen Scherz gegenüber Dr. Falke nicht unbedingt erfreut waren, soll dieser eine Woche Stubenarrest erhalten. Man trifft jedoch bei seiner Gattin Rosalinde Captain Westerman an, den die ahnungslosen Wachsoldaten für Eisenstein halten und statt Eisenstein abführen. 
Bei dem Maskenball führt Dr. Falke wiederum Oberst Eisenstein mit einer maskierten Dame zusammen, von der der Franzose nicht ahnt, dass es sich dabei um seine Gattin handelt. Der Franzosen-Oberst, der vom Tête-à-Tête seiner Rosalinde mit dem US-Amerikaner erfahren hat, wirft am darauf folgenden Tag seiner Liebsten eheliche Untreue vor, worauf diese reagiert, dass er auf dem Ball ja selbst mit einer maskierten Unbekannten, in Wirklichkeit sie selbst, poussiert habe. Dr. Falke reibt sich die Hände, seine kleine „Rache“ hat vorzüglich funktioniert. Am Ende löst sich alles in Wohlgefallen auf.

## Produktionsnotizen
Fledermaus 1955 entstand Mitte 1955 in den Elstree-Studios (London). Die Uraufführung fand am 18. November 1955 in London statt. Die deutsche Premiere war am 19. Dezember 1955, die österreichische Erstaufführung im selben Monat in Wien. Hier wurde der Streifen auch unter dem Titel 4 Mächte im ¾-Takt vertrieben.
Günther Stapenhorsts Münchner Carlton-Film war von deutscher Seite an diesem Film beteiligt. Hein Heckroth gestaltete die umfangreichen Filmbauten. Alfred Rodriguez übernahm die Choreografie, Alois Melichar die musikalische Bearbeitung der deutschen Fassung.
Es singen:
- Sari Barabas für Ludmilla Tchérina
- Walter Berry für Adolf Wohlbrück
- Alexander Young für Mel Ferrer
- Dennis Dowling für Dennis Price

Michael Redgrave, Anthony Quayle und Anneliese Rothenberger sangen ihre Parts selber.

## Kritiken
Dem Cinemascope-Film, mit dem Powell & Pressburger nach vier Jahren Pause ihre Kooperation wieder aufnahmen, war kein Erfolg beschieden, und auch die Kritiken fielen bescheiden bis vernichtend aus.
Der Movie & Video Guide meinte: „Nicht übermäßig erfolgreich, aber immer noch ziemlich stilvoll, witzig und farbenprächtig wie man es vom Team erwartest, dass Die roten Schuhe und Hoffmanns Erzählungen zustande gebracht hat.“
Halliwell‘s Film Guide charakterisierte den Film wie folgt: „Schwerfälliger Versuch, „Die Fledermaus“ zu modernisieren, unpassendes Breitwandformat und ein totaler Mangel des hier benötigten Lubitsch Touches. Ein monumentaler Schritt in Richtung Niedergang seiner Produzenten und ein trauriges Scheitern einer brillanten Besetzung.“
Im Filmdienst heißt es: „Nach Motiven der Strauß-Operette konzipierter Musikfilm, der im viergeteilten Wien nach dem Zweiten Weltkrieg spielt. (…) Powell und Pressburger müssen von allen guten Geistern der Filmunterhaltung verlassen gewesen sein, als sie diese aktualisierte Operettenschnulze drehten, die trotz internationaler Besetzung uninspiriert und witzlos wirkt.“